# Barringtonia maunwongyathiae
Barringtonia maunwongyathiae är en tvåhjärtbladig växtart som beskrevs av Chuakul. Barringtonia maunwongyathiae ingår i släktet Barringtonia och familjen Lecythidaceae.
Artens utbredningsområde är Thailand. Inga underarter finns listade i Catalogue of Life.